# Sarenza
Sarenza es una empresa francesa de comercio electrónico especializada en la venta en línea de  zapatos y accesorios, basada en París. Ofrece a los consumidores una elección de cientos de marcas y miles de modelos.
Fundada en 2005 por Francis Lelong, Yoan Le Berrigaud, Frank Zayan, la compañía está dirigida por sus dos accionistas mayoritarios Stéphane Treppoz y Hélène Boulet-Supau empleando más de 180 personas en 2013.
La empresa se ha desarrollado en Francia antes de desplegarse al resto de Europa a partir de 2009.
Está presente el 2012 en 25 países europeos y se han abierto sitios web dedicados para algunos de estos países.

## Historia
En septiembre de 2005, se llevó a cabo el lanzamiento de la versión francesa ‘sarenza.com'. La compañía se desarrolla a través de dos recaudaciones de fondos sucesivos por un total de 6 millones de euros, y se plantea lanzar a corto plazo en el extranjero.
La empresa fue reestructurada en marzo de 2007, con la partida de los tres cofundadores. Stéphane Treppoz asume la presidencia de Sarenza y Hélène Boulet-Supau se convierte en directora general. Ellos invierten tres millones de euros para desarrollar la sociedad.
Una nueva recaudación de fondos ha sido llevada a cabo en abril de 2009 por el monto de tres millones de euros para financiar el desarrollo internacional de la compañía. Las dos terceras partes de dicha suma han sido aportadas por Stéphane Treppoz et Hélène Boulet-Supau de manera equitativa.
El 7 de abril de 2010 a las 20:13, el millonésimo par de zapatos es vendido en la historia de Sarenza.
En diciembre de 2011, Stéphane Treppoz, presidente de Sarenza y Hélène Boulet-Supau, directora general, adquieren el control de Sarenza. Después de la operación, el equipo directivo de SARENZA tiene el control de más de 80 % del capital de la compañía.
A principios de 2012, Sarenza ingresa en los 15 principales sitios de comercio electrónico más visitado en Francia y publicado por la FEVAD (Federación de e-commerce y venta a distancia)  y Médiamétrie con 3,8 millones de visitantes únicos por mes en media durante el 1.er trimestre de 2012.

### Expansión internacional
En octubre de 2009 abre sus puertas el sitio inglés para los clientes que residen en el Reino Unido. Luego están los sitios italiano y alemán que se abrieron en diciembre de 2012. En el primer trimestre del 2011, Sarenza llega a España y a Holanda. En marzo de 2012 inicia el lanzamiento del sitio polaco y europeo permitiendo llegar a numerosos países del este y del norte de Europa.

## Cifras clave
En 2010, un volumen de negocio de 80 millones de euros, cuatro veces más que en 2008 y 20 veces más que en 2006.
Más de 100 millones de euros en cifra de ventas en 2011

## Productos
En junio de 2012, Sarenza supera el umbral de 6 millones de productos vendidos desde su creación.
Más de 1 millón de productos guardados en 18 000 m² de almacén (en 2012).

## Infraestructuras
La sede y los equipos de Sarenza están en el centro de Paris. Todos los pedidos con destino Francia y Europa son gestionados y enviados desde el almacén de Beauvais (ciudad en los suburbios de Paris) por la empresa ADS, socio logístico de Sarenza desde 2010.

## Premios y reconocimientos
Sarenza ha recibido numerosos premios desde su lanzamiento. Los más recientes son:
- Sarenza gana el premio de los internautas en la categoría « Mejor Sitio de Moda» en la 5.ª edición de la Noche de los “Favor'i” organizada por la FEVAD a finales del 2011.[18]
- En 2012, Sarenza forma parte de la selección de las empresas « Great Place To Work 2012»[19] y gana el premio « FAVOR'I DU JURY 2012»de la FEVAD. En mars del mismo año Sarenza obtiene su primer premio internacional de « Mejor web extranjera» en el « E-commerce Awards Madrid».[20] En septiembre de 2012 también en Madrid, Sarenza recibe el premio de « Mejor Solución Internacional de Tiendas Online» en el E-awards Duo Madrid 2012.[21] Dos meses más tarde en Francia, Sarenza es elegida « Mejor web de moda online» por la FEVAD.[22]

## Eventos

### La Carrera en tacones
Sarenza ha lanzado en Francia el « Campeonato Nacional de La Carrera en Tacones» en equipo por la primera vez en 2008. El concepto es el siguiente: 32 equipos compuestos cada uno de 3 mujeres que calzan escarpines de mínimo 8 cm, se enfrentan en una pista de carrera de 3x60 metros para ganar 3 000€ de zapatos. Cuatro ediciones se han llevado a cabo en Francia desde 2008.